# Château de Parneau
Le Château de la Parneau était un château français, étant désormais une ferme, situés à Parné, dans le département de la Mayenne et la région des Pays de la Loire. Il était situé à 3 kilomètres au Nord du bourg. Le Parneau est aussi un ruisseau d'une longueur de 800 mètres.

## Désignation
- Le manoir et domicile de Pareneau, 1493 (Lib. fundat., t. II, p. 178).
- Le lieu de Pareneau, 1562 (Insinuations ecclésiastiques, t. IX, p. 297).
- Dominus de Parreniaco, 1584 (Insinuations ecclésiastiques, t. XVII, p. 320).
- Parineau, XVIe siècle (Bertrand d'Argentré, Histoire de Bretagne).
- Parreneau, 1606 (Archives nationales, R/5. 119).
- Pareneau, château, chapelle fondée sur la route de Montsûrs à Entrammes (Hubert Jaillot).
- Parneau, ferme (Carte de Cassini).

## Historique
Seigneurie vassale de Marboué à qui le rachat est payé 160 ₶ en 1476. Le château, écrit le généalogiste de Quatrebarbes, fut reconstruit en 1540.
La vaste enceinte carrée, entourée de douves larges et profondes, est dans le système de cette époque. Deux tours seulement sont conservées, l'une qui servait d'entrée dérobée à l'opposé du châtelet, a comme défense spéciale un petit encorbellement surplombant la passerelle.
M. de Quatrebarbes dit encore qu' Henri Ier de Bourbon-Condé, prince de Condé séjourna à Parneau, incognito, au mois de novembre 1585, allant en Angleterre demander des secours à la reine Élisabeth Ire d'Angleterre. Les bandes anglaises vinrent plus tard, en 1592, dans leurs courses dévastatrices, camper à Parneau, où les habitants de la Bazouge-de-Chemeré leur envoyèrent pour les détourner les serviteurs du seigneur de Soulgé-le-Courtin.

## Chapelle
La chapelle demandée par testament de Guillemette Hatry, dotée par Pierre Hay, son fils, du lieu des Onglées, et de la Trigonnière, se desservit d'abord à la Trinité de Laval. Mais un nouveau legs d'Anne Hay, ratifié en 1493 par Gilles Frézeau, son fils, et comprenant la dîme des Moulinets, permit la fondation d'une troisième messe à dire dans la chapelle seigneuriale, dédiée à saint Sébastien, récemment construite et consacrée par le Cardinal Philippe de Luxembourg.
Le calvinisme des seigneurs fut cause qu'à partir de 1578, le service fut transféré dans l'église de Parné.

## Sources et bibliographie
- « Château de Parneau », dans Alphonse-Victor Angot et Ferdinand Gaugain, Dictionnaire historique, topographique et biographique de la Mayenne, Laval, A. Goupil, 1900-1910 [détail des éditions] (BNF 34106789, présentation en ligne)
- Maurice Sautai, Les Frézeau de La Frézelière, Lille, 1901.